# دوريان حلو
دوريان حلو (الاسم العلمي:Durio dulcis) هو نوع من النباتات يتبع جنس الدوريان من الفصيلة الخبازية.